# WideStudio
WideStudio ist eine freie Integrierte Entwicklungsumgebung (IDE) mit begleitender Werkzeugsammlung zum Erstellen von GUI-Anwendungen für eine große Auswahl von Betriebssystemen. Dafür verwendet es eine eigene Programmbibliothek für plattformunabhängige grafische Oberflächen, das Multi-Platform Widget Toolkit (MWT).
Die Entwicklung kann in den Programmiersprachen C, C++, Perl, Ruby, Python und Objective CAML realisiert werden. WideStudio steht unter der MIT-Lizenz, so dass man es für private und kommerzielle Zwecke kostenfrei verwenden kann.
Unterstützte Plattformen:
- Linux (auch für Entwicklung)
- BSD (auch für Entwicklung)
- mu-CLinux (X11 nicht nötig)
- Mac OS X (auch für Entwicklung)
- T-Engine
- Zaurus (Emblix Linux X11 nicht nötig)
- ITRON
- Solaris (auch für Entwicklung)
- Windows 95, 98, ME, NT, 2000, XP (auch für Entwicklung)
- Windows CE

## Vorteile
- Plattformunabhängigkeit der IDE und der verwendeten Bibliotheken
- automatische Erstellung der Makefiles

## Nachteile
- Relativ unbekannt in Europa
- Die GUI ist nicht sehr ansprechend.
- Die API ist uneinheitlich.